# دارين كيمبل
دارين كيمبل هو لاعب هوكي الجليد كندي، ولد في 22 نوفمبر 1968 في لكي ليك ‏ في كندا.

## وصلات خارجية
- دارين كيمبل على موقع دوري الهوكي الوطني (الإنجليزية)
- دارين كيمبل على موقع قاعة مشاهير الهوكي (لاعب أن.إتش.أل) (الإنجليزية)
- دارين كيمبل على موقع EliteProspects.com (الإنجليزية)
- دارين كيمبل على موقع HockeyDB.com (الإنجليزية)
- دارين كيمبل على موقع Hockey-Reference.com (الإنجليزية)